# Наксаліти

Бойовики-маоїсти — «Наксаліти»

Наксаліти — озброєний комуністичний рух бойовиків-маоїстів у Індії. Рух зародився у середині 1960-х років у області Наксалбарі і діє у 20 із 28 штатів на сході і півдні Індії. Зараз наксаліти налічують приблизно 20 тис. прихильників. Вони називають себе «захисниками бідних верств населення» і заявляють, що борються з «поміщиками, які експлуатують працю селян». У основі їхньої ідеології лежить учення Мао Цзедуна. Вони перш за все виступають проти влади та представників влади, тому поліцейські є головною мішенню наксалітів. За більш ніж два десятиліття діяльності бойовиків з їхньої провини загинуло понад 6 тис. людей — поліцейських, військових та мирних жителів, яких екстремісти підозрювали у зв'язках із владою. Саме владу країни вони бачать винуватцем низького рівня життя селян та більшості міського населення Індії.
У липні 2007 року в зіткненнях із наксалітами в штаті Чхаттісгарх загинуло 24 поліцейських, а березні того ж року — 54.

Карта Індії з територією активності наксалітів

## Теракти у 2010 році
6 квітня 2010 р. наксаліти провели два найбільші за останній час напади, вбивши 76 поліцейських і поранивши близько 50. У нападі взяли участь до тисячі наксалітів.

## Цікавий факт
- Учасником повстання наксалітів був і Мітхун Чакраборті, згодом — знаменитий актор.